# Cleome quinquenervia
Cleome quinquenervia là một loài thực vật có hoa trong họ Màng màng. Loài này được DC. mô tả khoa học đầu tiên năm 1824.